# SMS Friedrich Carl (1902)
O SMS Friedrich Carl foi um cruzador blindado operado pela Marinha Imperial Alemã e a segunda e última embarcação da Classe Prinz Adalbert, depois do SMS Prinz Adalbert. Sua construção começou em agosto de 1901 nos estaleiros da Blohm & Voss e foi lançado ao mar em junho de 1902, sendo comissionado em dezembro do ano seguinte. Era armado com uma bateria principal composta por quatro canhões de 210 milímetros montados em duas torres de artilharia duplas, tinha um deslocamento de quase dez mil toneladas e alcançava uma velocidade máxima de vinte nós.
O Friedrich Carl teve um início de carreira tranquilo e sem grandes incidentes. Ele serviu com as principais forças de reconhecimento da Frota de Batalha Ativa durante seus primeiros anos, inclusive um período como capitânia da esquadra. Fez vários cruzeiros internacionais, incluindo alguns escoltando o imperador Guilherme II por viagens pelo Mar Mediterrâneo. Também participou regularmente de exercícios de treinamento com o resto da frota no Mar do Norte e Mar Báltico. Foi tirado do serviço de frente em 1909 e transformado em um navio-escola de torpedos.
A Primeira Guerra Mundial começou em agosto de 1914 e o Friedrich Carl retornou para o serviço ativo a fim de participar de operações no Báltico contra a Marinha Imperial Russa. Se tornou a capitânia da esquadra de cruzadores no Báltico e se envolveu em patrulhas no Golfo da Finlândia, sendo inclusive equipado com hidroaviões. A formação foi encarregada em novembro de atacar uma base russa em Libau, mas no caminho o Friedrich Carl bateu em duas minas navais no dia 17. Permaneceu flutuando tempo suficiente para que sua tripulação pudesse evacuar antes dele afundar.

## Características

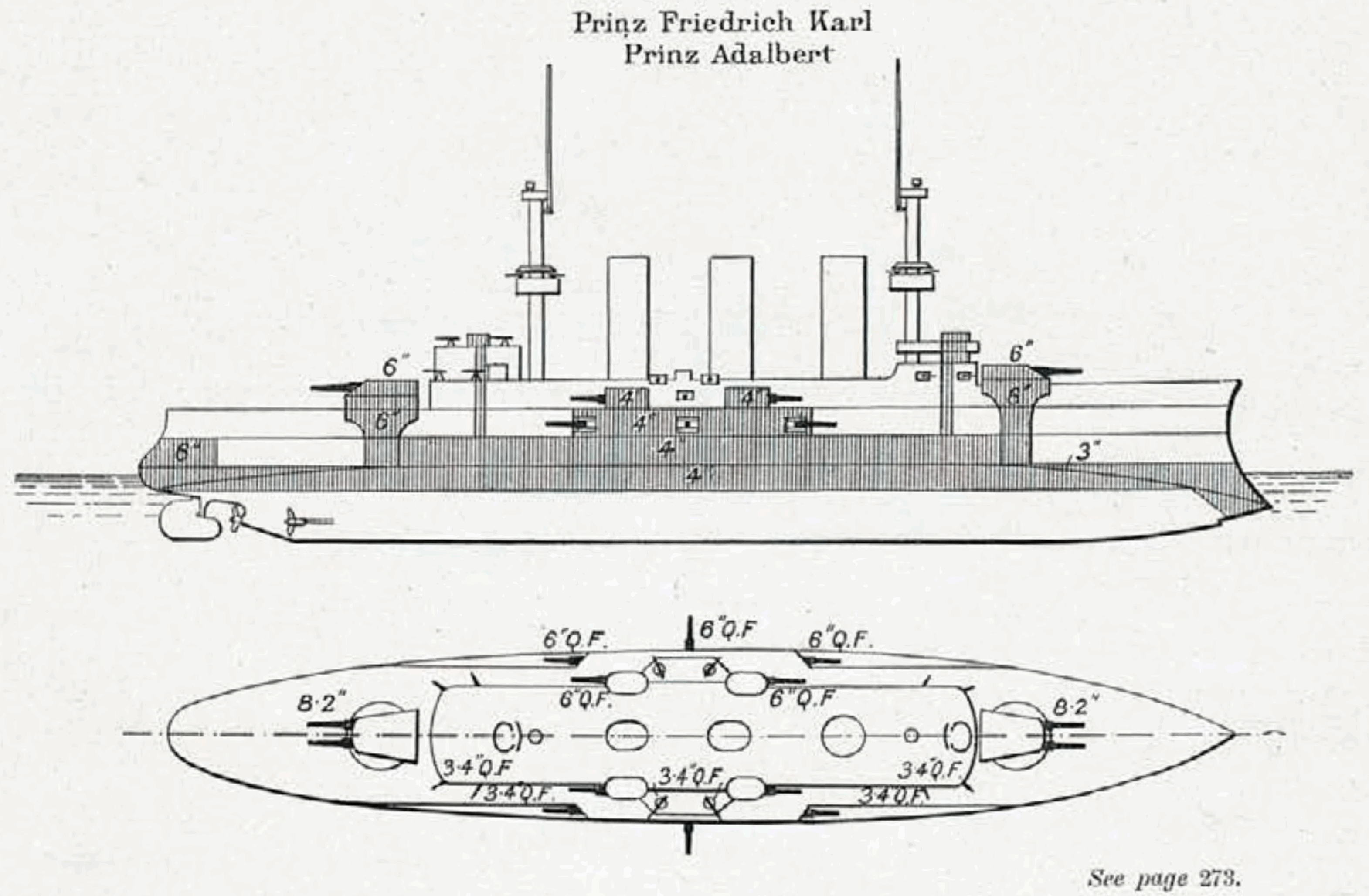
Desenho da Classe Prinz Adalbert

A Classe Prinz Adalbert foi projetada a fim de servir no estrangeiro nas colônias da Alemanha e também para atuar como batedores para a frota em águas territoriais. A necessidade de desempenhar as duas funções foi o resultado de restrições orçamentárias, o que por sua vez impediu a Marinha Imperial Alemã de construir embarcações especializadas para cada função. O projeto foi inspirado no predecessor SMS Prinz Heinrich, mas incorporando um armamento diferente e um esquema de blindagem mais amplo.
O Friedrich Carl tinha 126,5 metros de comprimento de fora a fora, boca de 19,6 metros e calado de 7,43 metros à vante. Seu deslocamento normal era de 9 087 toneladas e o deslocamento carregado era de 9 875 toneladas. Seu sistema de propulsão tinha catorze caldeiras de tubos d'água que alimentavam três motores de tripla-expansão, cada um girando uma hélice. Tinham uma potência indicada de 16,2 mil cavalos-vapor (11,9 mil quilowatts) para uma velocidade máxima de vinte nós (37 quilômetros por hora), mas excedeu ligeiramente estes valores durante seus testes marítimos. Podia carregar até 1 630 toneladas de carvão para uma autonomia de 5 080 milhas náuticas (9 410 quilômetros) a uma velocidade de doze nós (22 quilômetros por hora). Sua tripulação era formada por 35 oficiais e 551 marinheiros.
O armamento principal do Friedrich Carl consistia em quatro canhões calibre 40 de 210 milímetros montados em duas torres de artilharia duplas, uma à vante e outra à ré da superestrutura na linha central da embarcação. O armamento secundário era composto por dez canhões calibre 40 de 149 milímetros, seis montadas em casamatas no casco e quatro em torres de artilharia únicas logo acima. A defesa contra barcos torpedeiros tinha doze canhões calibre 35 de 88 milímetros em montagens individuais. Também foi equipado com quatro tubos de torpedo submersos de 450 milímetros, um na proa, um na popa e um em cada lateral. O cinturão principal de blindagem era feito de aço Krupp e tinha oitenta a cem milímetros de espessura, já o convés blindado tinha quarenta a oitenta milímetros. Tanto as torres de artilharia principais quanto a torre de comando de vante tinham laterais de 150 milímetros.

## Carreira

### Início de serviço

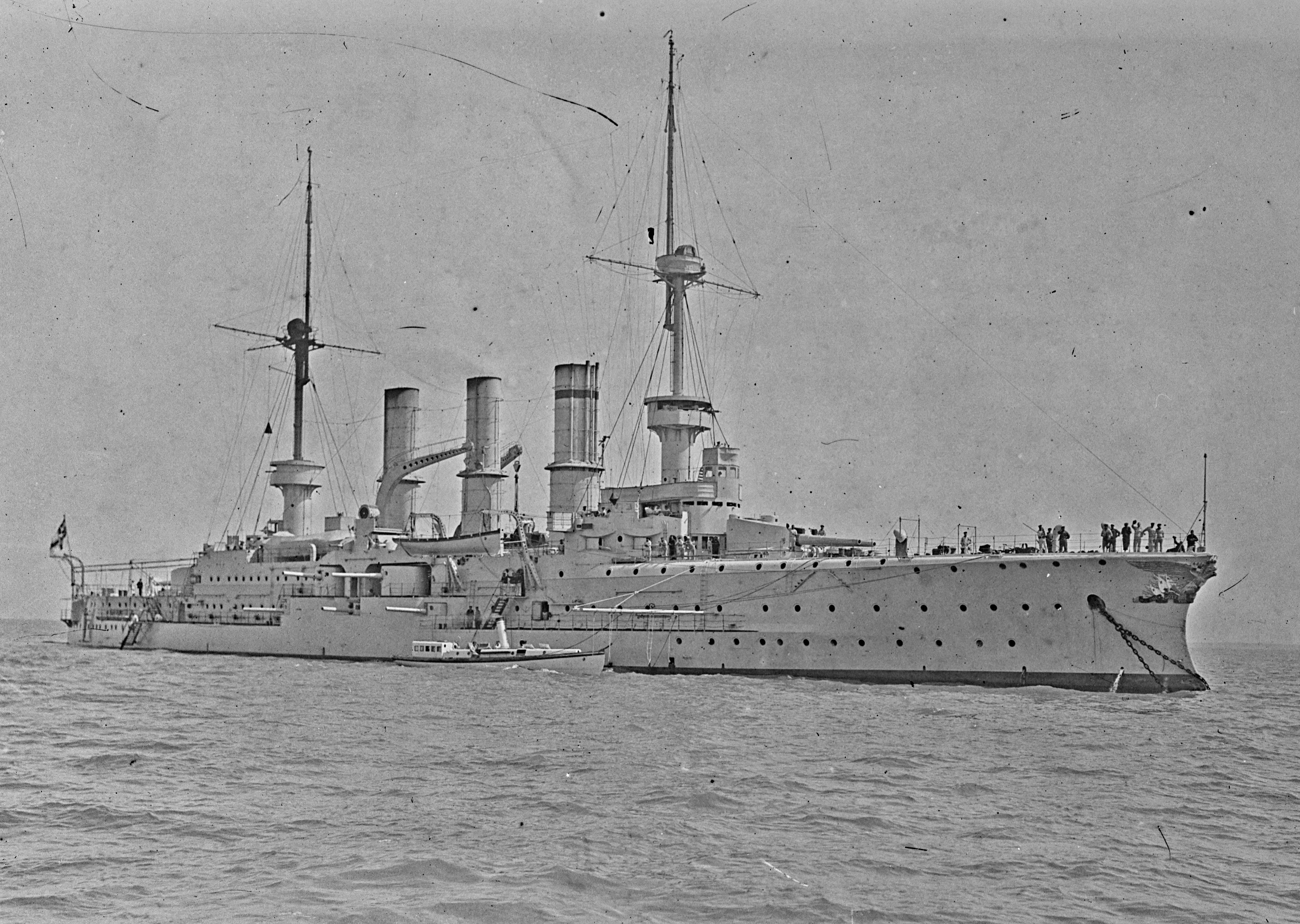
O Friedrich Carl c. 1904–1905

O Friedrich Carl foi encomendado com o nome provisório de Ersatz König Wilhelm e construído pelos estaleiros da Blohm & Voss em Hamburgo sob o número de construção 155. Seu batimento de quilha ocorreu em agosto de 1901 e foi lançado ao mar em 21 de junho de 1902. O príncipe Frederico Leopoldo da Prússia, filho do homônimo da embarcação, o príncipe Frederico Carlos da Prússia, fez o discurso durante a cerimônia de lançamento, enquanto sua esposa, a princesa Luísa Sofia, foi quem fez o batismo. Os trabalhos de equipagem começaram em seguida e uma tripulação do estaleiro iniciou em novembro de 1903 os testes marítimos do construtor, sendo então transferido para Wilhelmshaven a fim de ter seus armamentos instalados. Os trabalhos terminaram em 12 de dezembro de 1903, quanto foi comissionado para testes marítimos. Seu primeiro oficial comandante foi o capitão de mar Johannes Merten.
Os testes foram interrompidos em março de 1904, quando o Friedrich Carl foi encarregado de escoltar o imperador Guilherme II a bordo do transatlântico SS König Albert para o Mar Mediterrâneo. Deixaram Bremerhaven em 12 de março e navegaram para Vigo, na Espanha, onde o Friedrich Carl foi visitado em 15 de março pelo rei Afonso XIII da Espanha. Chegaram em Gibraltar três dias depois, onde se encontraram com a Esquadra do Canal britânica. Seguiram para Nápoles, na Itália, parando no caminho em Maó, nas Ilhas Baleares, onde Guilherme se transferiu para seu iate SMY Hohenzollern. O rei Vítor Emanuel III da Itália visitou o Friedrich Carl em Maó. O cruzador, o Hohenzollern mais o barco de despachos SMS Sleipner passaram por vários portos da região. O Friedrich Carl deixou os outros dois em 26 de abril e iniciou a viagem de volta para a Alemanha porque precisava de reparos, parando em Veneza em 7 de maio e chegando em Kiel dez dias depois. Foi designado para as forças de reconhecimento da Frota de Batalha Ativa, substituindo o cruzador protegido SMS Victoria Louise.
O Friedrich Carl se juntou no início de junho à II Esquadra para uma viagem pelos Países Baixos, Reino Unido e Noruega que durou até agosto. O cruzador teve de rebocar dois barcos torpedeiros junto com o navio de defesa de costa SMS Odin e o barco torpedeiro SMS S98 até Stavanger, na Noruega. Voltaram para a Alemanha e a frota realizou suas anuais manobras entre agosto e setembro no Mar do Norte e Mar Báltico. Ao final destas Merten foi substituído pelo capitão de fragata Hugo von Cotzhausen. Os testes marítimos do Friedrich Carl também terminaram oficialmente nesta época. Sua tripulação brevemente se amotinou em novembro contra Cotzhausen, citando sua liderança inepta, porém ele manteve o comando. Se tornou a capitânia contra-almirante Gustav Schmidt, comandante das forças de reconhecimento da Frota de Batalha Ativa.
Participou de treinamentos no Báltico de janeiro a fevereiro de 1905. Bateu em destroços submersos ao norte do Grande Belt, mas não sofreu grandes danos. Acompanhou novamente o imperador pelo Mediterrâneo a partir de 23 de março, com Guilherme desta vez viajando no transatlântico SS Hamburg. Os navios foram visitados pelo rei Carlos I de Portugal em Lisboa. Bernhard von Bülow, o Chanceler da Alemanha, enviou uma mensagem ao imperador sugerindo que ele visitasse o Marrocos, com o Friedrich Carl e o Hamburg chegando em Tânger em 31 de março, onde encontraram os cruzadores protegidos franceses Du Chayla e Linois. Guilherme fez um discurso apoiando a independência marroquina, o que levou à Primeira Crise de Marrocos. As duas embarcações alemães foram para Gibraltar no dia seguinte, onde o Friedrich Carl acidentalmente colidiu com o couraçado pré-dreadnought britânico HMS Prince George. Não se sabe se algum dos navios foi danificado. Schmidt transferiu sua capitânia para o cruzador blindado SMS Prinz Heinrich durante a viagem, mas o Friedrich Carl retomou essa função ao retornar para a Alemanha, exceto enquanto estava em manutenção entre 10 e 26 de agosto.

### Rotina de exercícios
O Friedrich Carl e o resto da frota fizeram um cruzeiro pelo Mar do Norte e Mar Báltico em julho de 1905, durante o qual o navio encalhou, mas não foi danificado. Em seguida participou de exercícios de esquadra no Báltico. Fez um cruzeiro de treinamento para a Dinamarca em fevereiro de 1906. Foi substituído no final de março como a capitânia da esquadra pelo novo cruzador blindado SMS Yorck. O Friedrich Carl por sua vez substituiu o Prinz Heinrich como a capitânia do vice-comandante, o comodoro Raimund Winkler. Permaneceu nesta função até ser substituído em 15 de agosto pelo novo cruzador blindado SMS Roon. As manobras de outono de 1906 ocorreram no litoral norueguês e no Báltico ocidental. Depois disto o capitão de corveta Franz Hipper assumiu o comando do navio. O Friedrich Carl voltou a ser a capitânia do vice-comandante da esquadra em 31 de outubro, quando o capitão de mar Eugen Kalau vom Hofe subiu a bordo. O cruzador manteve este posto até 5 de março de 1908. O ano de 1907 transcorreu tranquilamente e sem incidentes, com o navio brevemente servindo mais uma vez de capitânia da esquadra de 11 de setembro a 28 de outubro depois do Yorck ter sofrido um acidente. O Friedrich Carl fez um grande cruzeiro de treinamento no Oceano Atlântico no início de 1908, sendo descomissionado em 5 de março depois de retornar para passar por longos reparos.

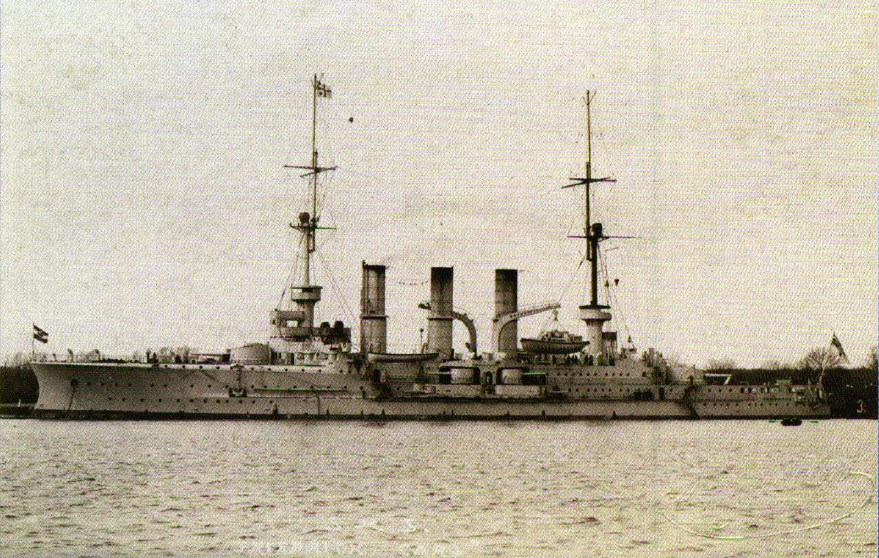
O Friedrich Carl em 1912

Voltou ao serviço em 1º de março de 1909, com o capitão de mar Friedrich Schultz assumindo o comando do navio, que passou a ser usado como navio de teste de torpedos, substituindo o cruzador protegido SMS Vineta; Schultz também era o comandante da Inspetoria de Teste de Torpedos. O Friedrich Carl foi designado em 30 de março para a temporária Unidade de Treinamento e Teste de Navios para manobras no mês seguinte perto da ilha de Rúgia. A unidade foi dissolvida em 24 de abril e de meados de agosto até setembro o cruzador participou das manobras anuais de outono como parte do Grupo de Reconhecimento da Frota da Reserva. Os anos de 1910 e 1911 seguiram uma rotina de treinamentos similar que 1909, com Schultz sendo substituído no comando do navio em setembro de 1909 pelo capitão de mar Ernst von Mann und Edler von Tiechler, enquanto em 19 de dezembro Schultz foi substituído pelo contra-almirante Wilhelm von Lans como comandante da Inspetoria de Teste de Torpedos. Tiechler foi substituído em setembro de 1911 pelo capitão de corveta Andreas Michelsen, que manteve o comando até o início da Primeira Guerra Mundial em julho de 1914.
O Friedrich Carl realizou em julho de 1911 testes de torpedos junto com o cruzador rápido SMS Augsburg no litoral norueguês. O inverno da virada de 1911 e 1912 foi severo, com o cruzador sendo usado no início de 1912 para resgatar vários navios mercantes que tinham ficado presos nas águas congeladas do Báltico. A Unidade de Treinamento e Teste de Navios foi reativada no mesmo ano como a Esquadra de Treinamento para exercícios. O contra-almirante Reinhard Koch substituiu Lans em 1º de outubro de 1912 e manteve o Friedrich Carl como sua capitânia. O navio foi designado para integrar o II Grupo de Reconhecimento, agora parte da Frota de Alto-Mar, para as manobras de outono daquele ano. A rotina de treinamento de 1913 e da primeira metade de 1914 seguiu o mesmo padrão dos anos anteriores. A embarcação encalhou próxima de Swinemünde em 6 de abril de 1914, mas foi libertada ileso. A grande almirante Alfred von Tirpitz subiu a bordo do cruzador em julho durante as regatas da Semana de Kiel para observar as festividades, que coincidiram com uma visita da 2ª Esquadra de Batalha britânica. Durante esta visita, enquanto o embaixador britânico Edward Goschen visitava Tirpitz a bordo, chegaram as notícias do assassinato do arquiduque Francisco Fernando, herdeiro do trono austro-húngaro. A Áustria-Hungria declarou guerra contra a Sérvia em 31 de julho, mas o Friedrich Carl foi para uma doca seca no Estaleiro Imperial de Kiel para reparos antes da Alemanha também entrar no conflito.

### Primeira Guerra

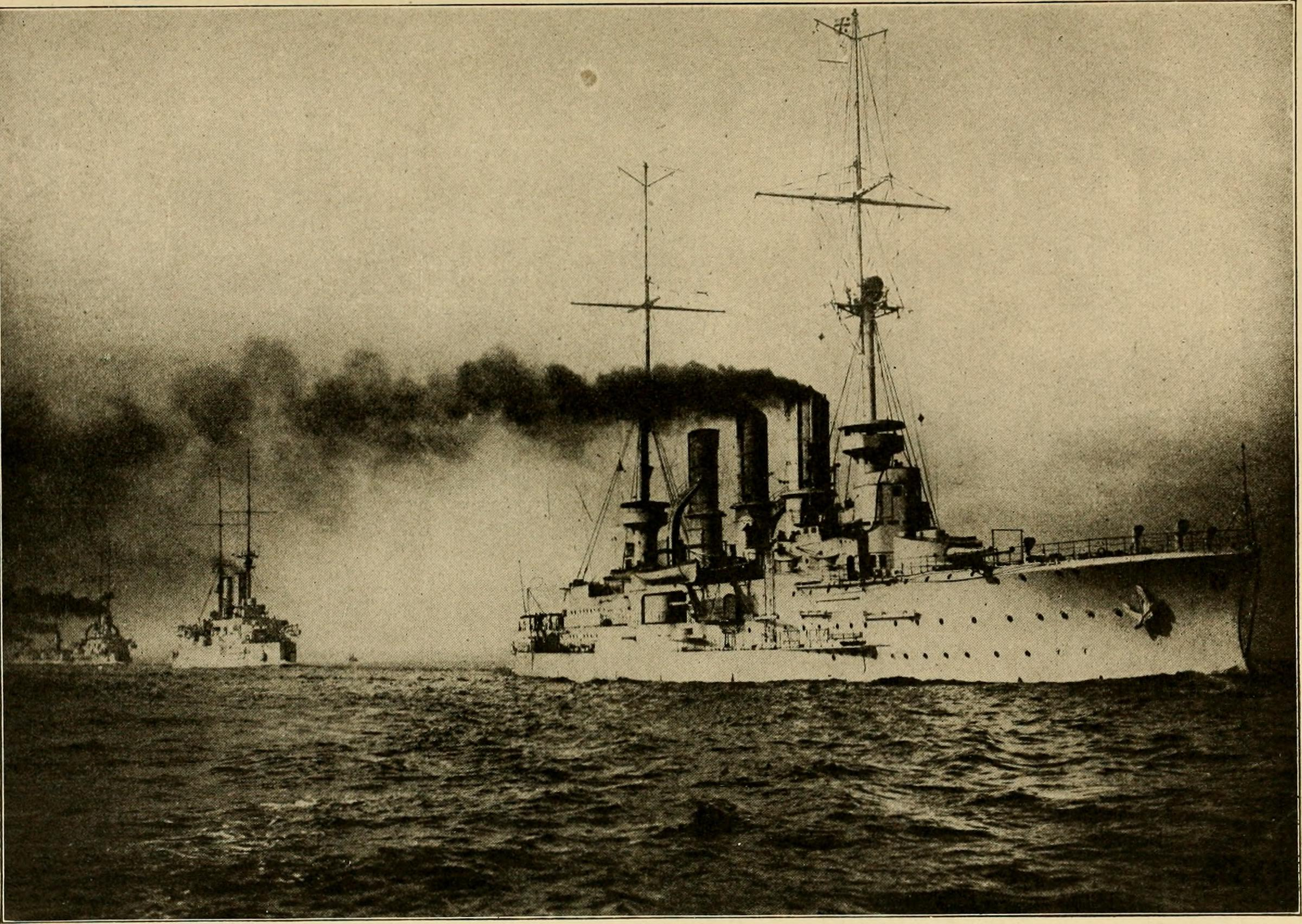
O Friedrich Carl na vanguarda de uma linha de navios em 1914

O Friedrich Carl voltou ao serviço em 28 de agosto sob o comando do capitão de mar Max Schlicht, mas dois meses depois foi substituído pelo capitão de fragata Max Loesch. O navio foi designado para a Divisão de Cruzadores do Mar Báltico, substituindo o cruzador protegido SMS Freya e tornando-se a capitânia do contra-almirante Robert Mischke. A divisão deu apoio em setembro na criação de campos minados defensivos próximos de Langeland. Foi depois transferido para a unidade comandada pelo contra-almirante Ehler Behring. A unidade nesta época era formada pelos cruzadores protegidos Vineta, SMS Hertha e SMS Hansa, os cruzadores rápidos Augsburg, SMS Thetis e SMS Lübeck, mais vários barcos torpedeiros e submarinos. Ela ficava baseada em Danzig. O Friedrich Carl participou em 24 de outubro de uma surtida para o Golfo da Finlândia à procura de navios russos e submarinos britânicos operando na área, porém os alemães não encontraram embarcação alguma. Nesta altura o navio tinha sido modificado para transportar hidroaviões; dois eram levados provisoriamente e não tinham modificações. Outra patrulha ocorreu em 30 de outubro, também sem sucesso.
O cruzador ficou sob reparos no início de novembro. Neste meio tempo, o comando naval alemão ordenou que Behring atacasse o porto russo de Libau com o objetivo de impedir que fosse usado como base britânica de submarinos. O Friedrich Carl foi designado para a força de ataque, deixando Memel em 16 de novembro para bombardear posições russas ao redor de Libau. Ele bateu em uma mina naval colocada por contratorpedeiros russos em outubro à 1h46min do dia seguinte. Os tripulantes inicialmente acharam que o choque da explosão era porque tinham batido em um submarino. Loesch imediatamente alterou o curso para voltar a Memel, momento em que bateu em uma segunda mina à 1h57min. Água começou entrar, mas o navio se manteve flutuando por algum tempo. O Augsburg chegou às 6h20min e evacuou a tripulação, com o Friedrich Carl sendo abandonado e afundando às 7h15min. Sete ou oito marinheiros morreram.